# 藤野素宏
藤野 素宏（ふじの もとひろ、1981年1月1日 - ）は、日本の元プロバスケットボール選手である。田臥世代のひとり。

## 来歴
幼少期を米国で過ごし、帰国後に中学でバスケを始める。早稲田実業高校から早稲田大学に進み、主将を務めアシスト王を獲得するなど活躍を見せる。
卒業後に渡米しサマーリーグに参加。CBAのヤキマ・サンキングスのトライアウトに参加するが、ロースター入りはならず。
2004年、ABAに新規参入するハーレム・リバイバルと契約。田臥勇太、森下雄一郎に次いで3人目の日本人ABAプレイヤーとなる。
2005年、同じABAのストロングアイランド・サウンドに移籍。
怪我に悩まされ、2006年引退。

## 経歴
- 早稲田実業高 - 早稲田大学 - ハーレム・リバイバル（ABA、2004年〜2005年） -  ストロングアイランド・サウンド（ABA、2005年〜2006年）